# Kobrona croma
Kobrona croma är en fjärilsart som beskrevs av Evans 1949. Kobrona croma ingår i släktet Kobrona och familjen tjockhuvuden. Inga underarter finns listade i Catalogue of Life.